# Азарашвили, Майя Гогиевна
Майя Гогиевна Азарашвили (груз. მაია აზარაშვილი; род. 6 апреля 1964 года в Тбилиси) — советская и грузинская легкоатлетка, специализировалась на коротких дистанциях (200 метров), представляла СССР, а с 1992 года — Грузию.

## Биография

### Спортивная карьера
Ученица тренера Е. Д. Гагуа; в 1987 году на Чемпионате мира по лёгкой атлетике в Риме стала полуфиналистом, в 1984 году соревнованиях «Дружба-84» по лёгкой атлетике в Москве получила серебряную медаль в эстафете 4×100 в составе советской команды, в 1988 году на Олимпийских играх в Сеуле заняла седьмое место в беге на 200 метров и получила бронзовую медаль в составе советской команды в эстафете 4×100 метров.
В 1988 году на чемпионате СССР по лёгкой атлетике в Киеве установила личные рекорды на дистанциях 100 и 200 м — соответственно 11,08 и 22,24 с.
Представляя Грузию в 1994 году чемпионате Европы по лёгкой атлетике в Хельсинки, пришла на финиш пятой. В чемпионатах мира по лёгкой атлетике в 1993 году в Штутгарте и в 1995 году в Гётеборге не пробилась в финалы.

### Деятельность после ухода из спорта
В 2009 году являлась генеральным секретарём Федерации лёгкой атлетики Грузии, в Тбилиси проводились международные соревнования на призы её имени. В 2012 году вступила в оппозиционное движение Бидзины Иванишвили «Грузинская мечта». Будучи президентом Грузинской федерации «Спорт для всех», в 2013 году участвовала в организации ультрамарафона (дистанция 50 км) в Тбилиси в честь Дня независимости США.
В 2014 году министр спорта Леван Кипиани присвоил Майе Азарашвили титул «Рыцарь спорта Грузии».